# 東後勝明
東後 勝明（とうご かつあき、1938年〈昭和13年〉11月16日 - 2019年〈平成31年〉8月14日）は、英語教育者、早稲田大学名誉教授。

## 人物
兵庫県神戸市生まれ。空襲で兵庫県小野市（当時小野町）に疎開。兵庫県立小野高等学校を経て早稲田大学教育学部英語英文学科卒業、同大学専攻科修了。ロンドン大学大学院教育研究科修士課程修了、博士課程修了。早稲田大学教授、2008年定年退職、名誉教授。東京YMCAインターナショナルスクール校長。1972年から1985年9月までの長きに渡りNHKラジオ「英語会話」の講師を務めた。1995年キリスト教に入信。英語学・英語教育に関する著書多数。英語音声学、英語教育学専攻。

## 著書
- 入試戦法英語発音 ヒヤリングとディクティション 有精堂 1969.3 (急所と対策)
- SS英会話 ジャパン タイムズ 1972 のち三笠書房 (知的生きかた文庫)
- 英会話・このひとこと 英友社 1975  のち三笠書房（知的生きかた文庫）ISBN 978-4837902966
- リズム英会話 英会話の3要素:音,リズム,イントネーション ジャパンタイムズ 1976
- 英語会話コーヒー・ブレイク 日本放送出版協会 1976
- 英会話の音法50 英会話の3要素:音.リズム.イントネーション ジャパンタイムズ 1977.11 ISBN 978-4789000659
- 英語発音のコツ なぜ聞きとれない通じない!! 50の法則であかす発音のひみつ 金星堂 1977 ISBN 978-4764708709
- 話す英語の表現集 ジャパンタイムズ 1978.6 「英会話のきまり文句」三笠書房 (知的生きかた文庫)  ISBN 978-4789000833
- 英語会話続コーヒー・ブレイク 日本放送出版協会 1978.7  ISBN 978-4140340189
- 英会話110番 日常生活編 旺文社 1978.12 ISBN 978-4010524510
- 英会話のリズムとイントネーション 金星堂 1978.12 ISBN 978-4764708716
- ひとりでできる英会話 語学春秋社 1978　のち三笠書房（知的生きかた文庫）ISBN 978-4875680321
- 英会話110番 こんなときどう言う? 海外旅行編 旺文社 1979.5  ASIN B000J8GMQE
- 英会話110番 こんなときどう言う? ビジネス編 旺文社 1980.1  ASIN B000J8B1XI
- 英会話110番 こんなときどう言う? 日本紹介編 旺文社 1982.10
- 英会話110番 こんなときどう言う? 発音編 旺文社 1984.3  ISBN 978-4010526026
- 英語ひとすじの道-Practice makes perfect 日本放送出版協会 1985.1  ISBN 978-4140340608、新版 筑摩書房 2002.8　ISBN 978-4480816207
- はじめての英会話 1986.3 (講談社現代新書) ISBN  978-4061488069
- 家族で楽しむ英会話 Let's speak English  毎日新聞社 1987.12  ISBN 978-4620306001
- 東後勝明の英会話・きょうの表現 三笠書房 1988.11 (知的生きかた文庫) ISBN 978-4837902805
- 東後勝明の英会話・すぐに使える表現集 三笠書房 1989.3 (知的生きかた文庫) ISBN 978-4837903031
- 東後勝明のやさしい英会話レッスン100 三笠書房 1989.6 (知的生きかた文庫)  ISBN 978-4837903215
- 日本人に共通する英語発音の弱点 ジャパンタイムズ 1989.2 ISBN 978-4789004312
- 一歩すすんだ英会話 1989.4 (講談社現代新書) ISBN 978-4061489394
- 「続く」英会話 Sparkling English! ユニコム 1990.6  ISBN 978-4896890815
- 英単語おもしろ事典 三笠書房 1992.4  ISBN 978-4837914730
- 東後勝明のこれだけでラクに話せる英会話 三笠書房 1992.10 (知的生きかた文庫)  ISBN 978-4837905387
- 英会話最後の挑戦 コミュニカティブ・アプローチによる最新学習法 講談社 1993.6  ISBN 978-4062063418
- 英会話のきまり文句 三笠書房 1994.10 知的生きかた文庫 ISBN 978-4837906841
- A study of pedagogical phonetics - 教育音声学の研究　音羽書房・鶴見書店 1999.8 ISBN 978-4755302121
- 通勤電車で楽しむ英会話の本 三笠書房 1998.12 (知的生きかた文庫) ISBN 978-4837909996
- 子どもの英語いま、こんなふうに 早期に始めよう BL出版 1998.4  ISBN 978-4892386831
- 中学3年生の単語で英語は話せる! 三笠書房 1999.5 (知的生きかた文庫) ISBN 978-4837970323
- 聞ける英語話せる英語 2000.5 (ちくま新書) ISBN 978-4480058485
- いざという時に役立つ日常英会話110番 旺文社 2000.10
- なぜあなたは英語が話せないのか 2001.5 (ちくま新書)
- SS英会話ー言いたいことが50音順でスグ探せる・話せる(知的生きかた文庫)　三笠書房2004.11 ISBN 978-4837974512
- こんなときどう言う？英会話110番 日常生活編 ー　英検３級〜準２級レベル（改訂新版）旺文社2005.9 ISBN 978-4010526910
- ありのままを生きる 人と自分を愛するための聖書養生訓 いのちのことば社フォレストブックス 2008.3 ISBN 978-4264025726
- あなたはあなたでいい―あとはイエスにゆだねて 新教出版社 2010 ISBN 978-4400521433
- 「中学英語」たった99パターンで話せる英会話：わかりやすくて、実際に使いやすい！(知的生きかた文庫)　三笠書房2013.5 ISBN 978-4837981961

## 共著
- 矢吹勝二『すぐに役立つ英文掲示 : 海外旅行で見た実例331』ジャパンタイムズ、1972年7月20日。NDLJP:12161172。
- ブリティッシュ英会話 Michael Littlemore 旺文社 1986.2  ISBN 978-4010526217
- SS式すぐに話せる!マレーシア語 ヤップ・イン・モイ Unicom 1990.9
- SS式すぐに話せる!ブラジル・ポルトガル語 ジェラルド・ルーシオ・マルケス UNICOM, 1992.3
- SS式すぐに話せる!ベトナム語 ボ・バン・ニュアン UNICOM 1993.1
- Pocket Japanese: Quick Access to Everyday Phrases 元橋富士子 Japan Times 1993.11 ISBN 978-4789007160
- 医師のためのフェローシップ留学英会話 初対面の挨拶から専門医間ミーティングまで Michael D.Yanuck メジカルビュー社 1994.3  ISBN 978-4895534413
- SS式すぐに話せる!ネパール語「indeks」 大河原アンナ ユニコム 1999.3
- SS式すぐに話せる!トルコ語「indeks」 高安幸子 ユニコム 2002.2

## 翻訳
- コミュニケーションのための言語教育 H.G.ウィドウソン 西出公之共訳 研究社出版 1991.2  ISBN 978-4327410322